# Granit (Bulgarie)

Granit (en bulgare  Гранит) est un village de Bulgarie méridionale situé dans l'obština de Bratya Daskalovi, oblast de Stara zagora.  Le chêne de Granit  est un chêne pédonculé situé au centre du village. Il est réputé comme étant le plus vieux chêne de Bulgarie et est classé monument historique depuis 1967. Son âge est estimé à 1 680 ans.